# Kanton San-Martino-di-Lota
Der Kanton San-Martino-di-Lota war bis 2015 ein französischer Wahlkreis im Arrondissement Bastia, im Département Haute-Corse und in der Region Korsika. Sein Hauptort war San-Martino-di-Lota. Vertreter im Generalrat des Départements war zuletzt von 1985 bis 2015 Jean-Jacques Padovani (DVG).
Der die Wahlberechtigten aus drei Gemeinden umfassende Kanton war 30,27 km² groß und hatte 8446 Einwohner (Stand: 2012).

## Gemeinden
| Gemeinde             | Einwohner (2013) | Fläche km² | Bevölkerungsdichte | Code INSEE | Postleitzahl |
| -------------------- | ---------------- | ---------- | ------------------ | ---------- | ------------ |
| San-Martino-di-Lota  | 2941             | 9,54       | 308 Einw./km²      | 2B305      | 20200        |
| Santa-Maria-di-Lota  | 1909             | 13,2       | 145 Einw./km²      | 2B309      | 20200        |
| Ville-di-Pietrabugno | 3552             | 7,53       | 472 Einw./km²      | 2B353      | 20200        |